# فداغ
فِداغ روستایی از توابع دهستان فداغ، بخش مرکزی شهرستان گراش در جنوب استان فارس ایران است. جمعیت این روستا طبق سرشماری سال ۱۳۹۵ خورشیدی ۶٬۵۳۳ تن بوده‌است. فداغ پرجمعیت‌ترین روستای شهرستان گراش و دومین روستای پرجمعیت استان فارس است..

## جمعیت
این روستا در دهستان فداغ قرار دارد و براساس سرشماری مرکز آمار ایران در سال ۱۳۹۵، جمعیت آن ۶٬۵۳۳ نفر (۱٬۵۱۸ خانوار) بوده‌است.
روستای فداغ مرکز دهستان فداغ با ۶٬۵۳۳ تن جمعیت طبق آمار رسمی سازمان آمار ایران در سرشماری عمومی نفوس و مسکن سال ۹۵ یکی از روستاهای بزرگ استان فارس است و از ۵۲ شهر استان جمعیت بیشتری دارد.

## اقتصاد

#### صنعت معدن و تجارت
سابقه صنعت در فداغ به حدود دهه سی شمسی برمیگردد که اولین کارگاه صنعتی گچ سازی توسط یکی از اهالی در زمین‌های حومه روستا شروع به کار کرده‌است.
در حال حاضر چندین کارگاه و شرکت صنعتی در منطقه مشغول به کارند از قبیل:
کارخانه نئوپان سازی
کارخانه تولید شن و ماسه
کارخانه آسفالت سازی
شرکت بتن سازی آماده
شرکت مرغداری صنعتی
کارخانه و کوره آجرپزی
کارگاه‌های تولیدی تیرچه و بلوک
کارگاه تولیدی فرغون سازی
کارگاه‌های جوشکاری
کارگاه‌های تولیدی مصنوعات چوب و ام دی اف
از لحاظ معادن طبیعی، منطقه فداغ از غنای بالایی برخوردار است. معادن شن و ماسه، معدن گچ، معادن طبیعی خاک تولید آجر و معادن سنگ‌های ساختمانی از جمله پتانسیل‌های معدنی منطقه می‌باشد. در زمینه تجارت بیش‌ترین داد و ستد اهالی توسط سرمایه داران فداغی و با شهرهای بندرعباس، لار و شیراز صورت می‌گیرد. موارد مورد معامله شامل نیازهای اولیه روستا و نیز خرید لوازم خانه یا مواد اولیه صنعت گران می‌باشد.

#### تهیه ی مایحتاج
نیازهای اولیه در خود روستا تأمین می‌شود. مغازه‌های خواربار فروشی و تشکیل جمعه بازار در میدان تره بار بیش‌ترین نیاز اهالی را تأمین می‌کنند. دامداران سنتی روستا قسمتی از نیاز لبنی اهالی را با محصولات سنتی خود تأمین می‌کنند. فراورده‌های گوشتی به‌طور کامل از طریق خود اهالی تأمین می‌شود و عموماً به محصولات گوشتی سایر شهرها کمتر تمایل دارند. نیازهای دارویی و درمانی اهالی ابتدا توسط مرکز بهداشت روستا و پزشک عمومی مستقر در درمانگاه تأمین می‌شود و در موارد خاص بیشتر به شهرهای اطراف ازقبیل بیرم، گراش و لار مراجعه می‌شود. مواد اولیه مغازه‌ها از لار و مرکز استان تأمین می‌شود. مواد مصرفی مشاغل صنعتی از لار، لامرد، بندرعباس و شیراز تأمین می‌شود. مصالح ساختمانی جهت ساخت و ساز مسکن از طریق تولیدات شرکت شن و ماسه فداغ و نیز از شهرهای بیرم، گراش، لار و شیراز تأمین می‌شود. برای انجام امور اداری اهالی به شهرهای بیرم و گراش مراجعه می‌شود.

#### کسب و کار اهالی
شغل بیشتر اهالی ساکن در فداغ کشاورزی؛ کاسبی و کارگری است. بخاطر موقعیت جغرافیایی روستا و قرار گرفتن در مسیر اصلی لار، لامرد و عسلویه کسب درآمد در روستا آسان و سودآور است. صنعت گران روستا به حرفه‌های مختلفی از قبیل جوشکاری، درودگری (نجاری) تراشکاری و نیز مشاغل تعمیرگاهی وسایل نقلیه و لوازم خانگی مشغول هستند. تاسیس شرکت انتقال نفت در نزدیکی روستا باعث رونق کسب و کار اهالی و نیز اشتغال تعداد زیادی از جوانان روستا شده‌است. وجود زمین‌های کشاورزی غنی در اطراف روستا می‌تواند پتانسیل رشد صنعت کشاورزی در منطقه باشد. تعداد زیادی از اهالی از مدت‌ها قبل برای امرار معاش به شهرهای دیگر مهاجرت کرده‌اند که با توجه به امید به پیشرفت و ارتقا سیاسی روستا احتمال بازگشت سرمایه به منطقه زیاد است. با توجه به افزایش جمعیت مهاجر در روستا، مشاغل خدماتی و فنی احتمال سودآوری بیشتری را برای سرمایه گذاران فراهم می‌کند.

## اقلیم
منطقه فداغ دارای آب و هوای گرم و خشک می‌باشد. به‌ طور میانگین هشت ماه از سال دارای هوای گرم است که در صورت بارندگی مناسب در طول سال، ماه‌های کمتری گرم خواهد شد. میانگین بارش در سال بین ۲۰۰ میلی لیتر تا ۲۲۰ میلی لیتر می‌باشد که بیش‌ترین میزان بارندگی در چند دهه پیش مربوط به سال ۱۳۷۴ با حدود ۶۵۰ میلی لیتر است.
وزش بادهای تابستانه غالباً از سمت غرب و جنوب غربی است، که در صورت خشکسالی و بارندگی کم در طول سال، همراه با گرد و خاک خواهدبود.
بیش‌ترین میزان بارش تابستانه از کوه‌های جنوب شرقی فداغ است که بیش تر به دلیل بافت خاص جغرافیایی آنجااست. بادهای باران آور زمستانه و گاهی تابستانه منطقه از شرق و جنوب شرقی است. باران‌های موسمی نیز اکثراً در ماه‌های خرداد تا شهریور می‌وزد که بیش‌ترین میزان آن در نیمه تیرماه است. در حال حاضر دو دستگاه باران سنج در روستا نصب شده که یکی از آنها اهدایی انجمن هواشناسی هوای جنوب شهرستان گراش به منطقه است.
پوشش گیاهی منطقه :شامل درخت‌های کنار، گز، بوته‌های خاردار، گز وحشی و نخل است که در سالهای اخیر به علت کمی بارندگی رو به خشکی می‌رود. رشد درختان میوه و مرکبات در منطقه به علت اب و هوای گرم و خشک و نیز بارندگی کم بسیار کند و ضعیف است.

## جاذبه های تاریخی و طبیعی

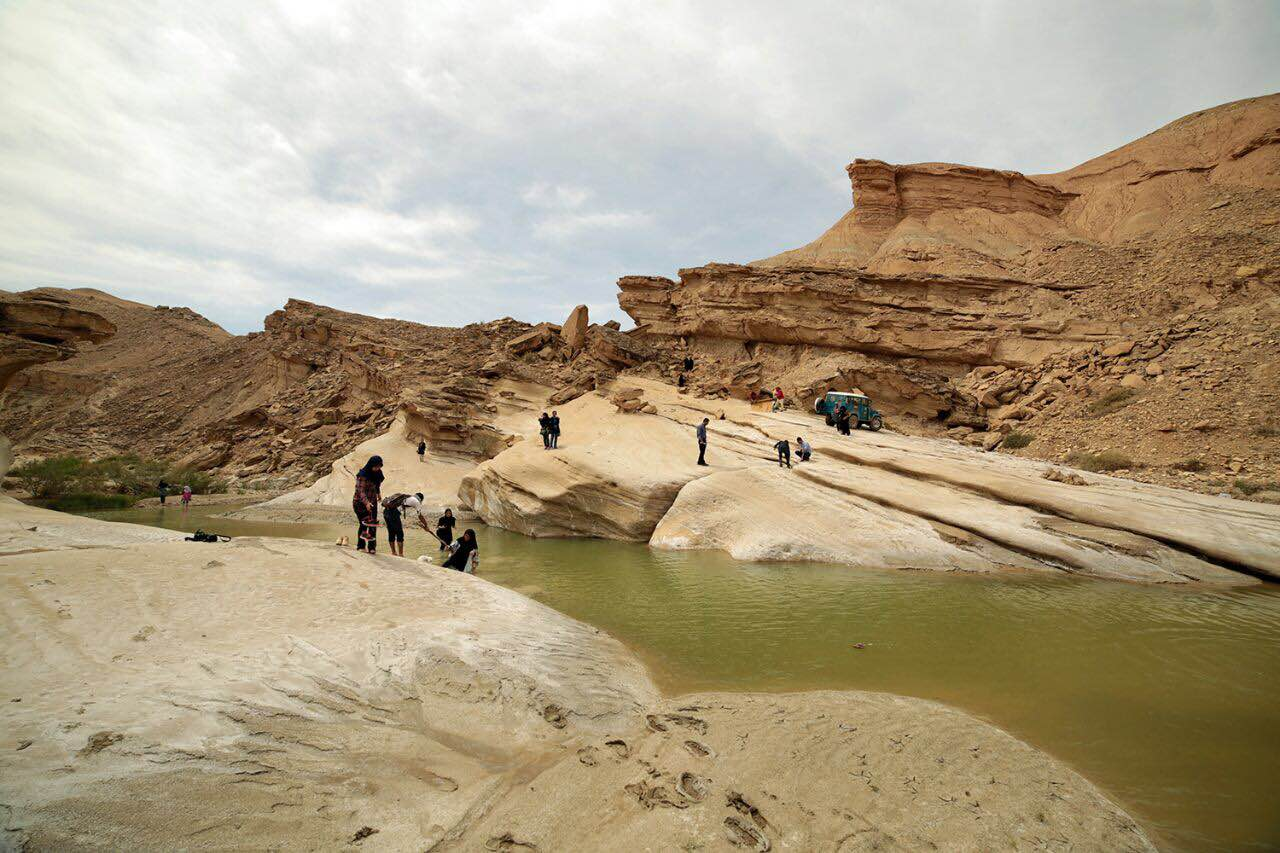
سد گمپو جاذبه گردشگری روستای فداغ

سد گمپو سدی تاریخی واقع در دهستان فداغ از توابع شهرستان گراش در جنوب استان فارس، یکی از نقاط دیدنی استان فارس در جنوب ایران است. این سد تاریخی در چند کیلومتری جنوب شرقی فداغ واقع شده و از آثار دورهٔ ساسانیان است. مصالح ساختمان سد از سنگ و ساروج می‌باشد. ارتفاع تاج سد حدود ۲۵ متر و عرض آن ۲۰ متر و ضخامت سد ۶ متر می‌باشد. قدمت ساخت این سد بر طبق آثار به جا مانده و بررسی‌های صورت گرفته به حدود ۸۰۰ سال قبل بازمی‌گردد و در جریان حملهٔ افغان‌ها قسمتی از آن مورد تخریب واقع شده‌است. در پایین دشت سد چشمه‌ای واقع شده که آب آن برای درمان بیماری‌های پوستی و روماتیسم مفید است. این بنا در تاریخ ۹ فروردین ۱۳۷۸ با شمارهٔ ۲۲۸۸ در فهرست آثار ملی به ثبت رسیده‌است.

###### توضیحات بیشتر در خصوص قلعه میمی فداغ
قلعه میمی در4کیلومتری غرب فداغ کوهی گرد و مجزا از کوه های دیگر به عظمت و بلندای تاریخ که تمدن و فرهنگ فداغ و منطقه بلکه ایران کهن را در دل خود به یادگار دارد،یادگاری که نشان ازسخت کوشی و همت والای مردمان آن  روز را دارد. قلعه میمون طبق شواهد و آثار برجای مانده درحدود2500 سال قدمت دارد.در700سال قبل میزبان و زیستگاه طرفداران ،حسن صباح اسماعیلیان بوده و تا250 سال پیش رونق اقتصادی ونظامی داشته. کشاورزی در پایین قلعه جریان داشته است ،ارتفاع آن ازسطح زمین   450 متر می باشد که بوسیله پلکان وتونل هایی مخفی پایین قلعه رابه بالامتصل می کند. درکتاب فارسنامه ناصری ازاین مکان یاد شده،هم چنین درشاهنامه حکیم فردوسی نیز با این مضمون از ان یادشده :به جایی برم کت نباشد نشان * به میمون دژ و قلعه دیده بان
لازم است ذکر شود که (قلعه دیده بان نیز در15کیلومتری فداغ واقع شده است).

## نگارخانه

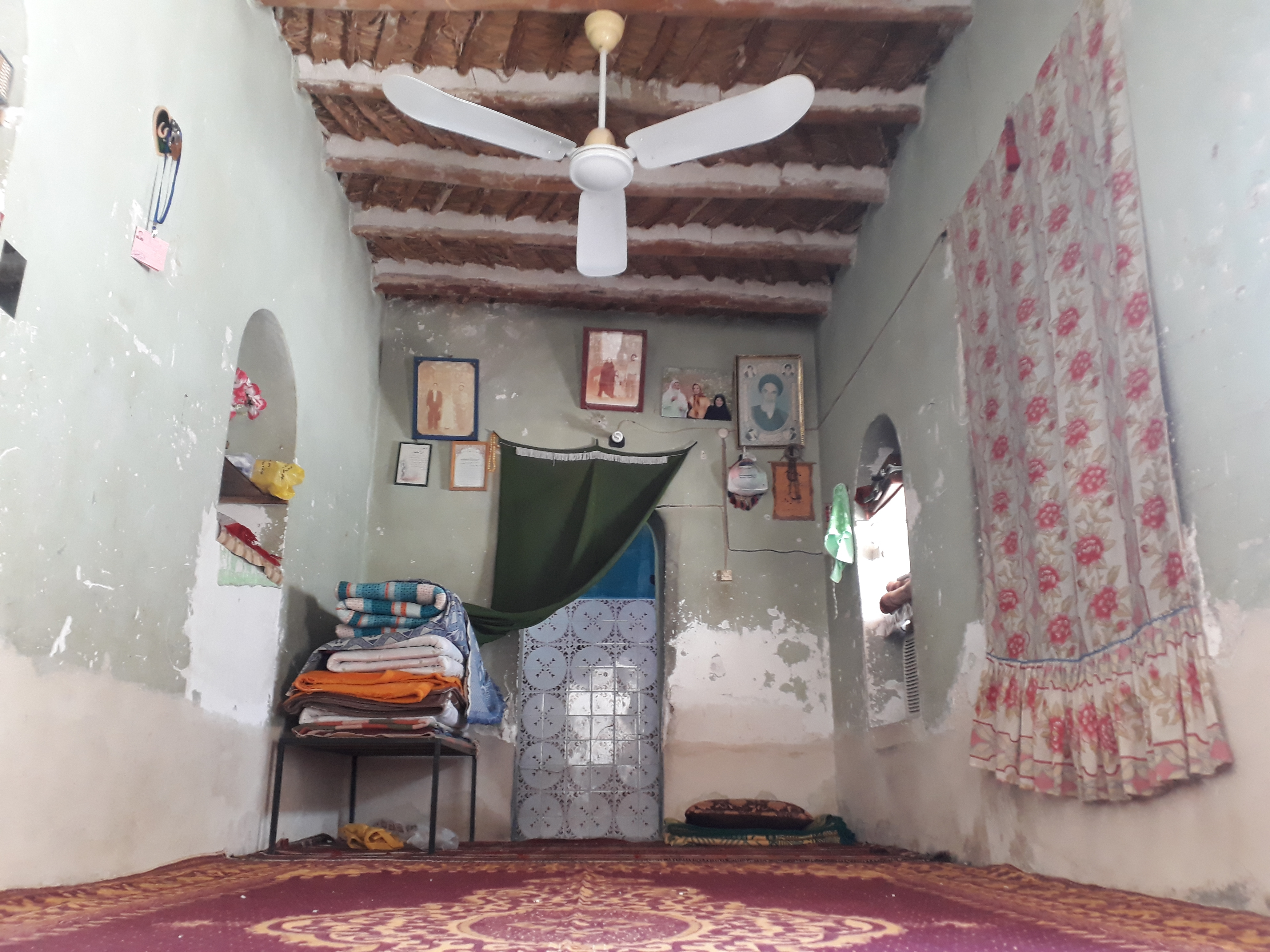
نمای اتاق خانه خشت و گلی

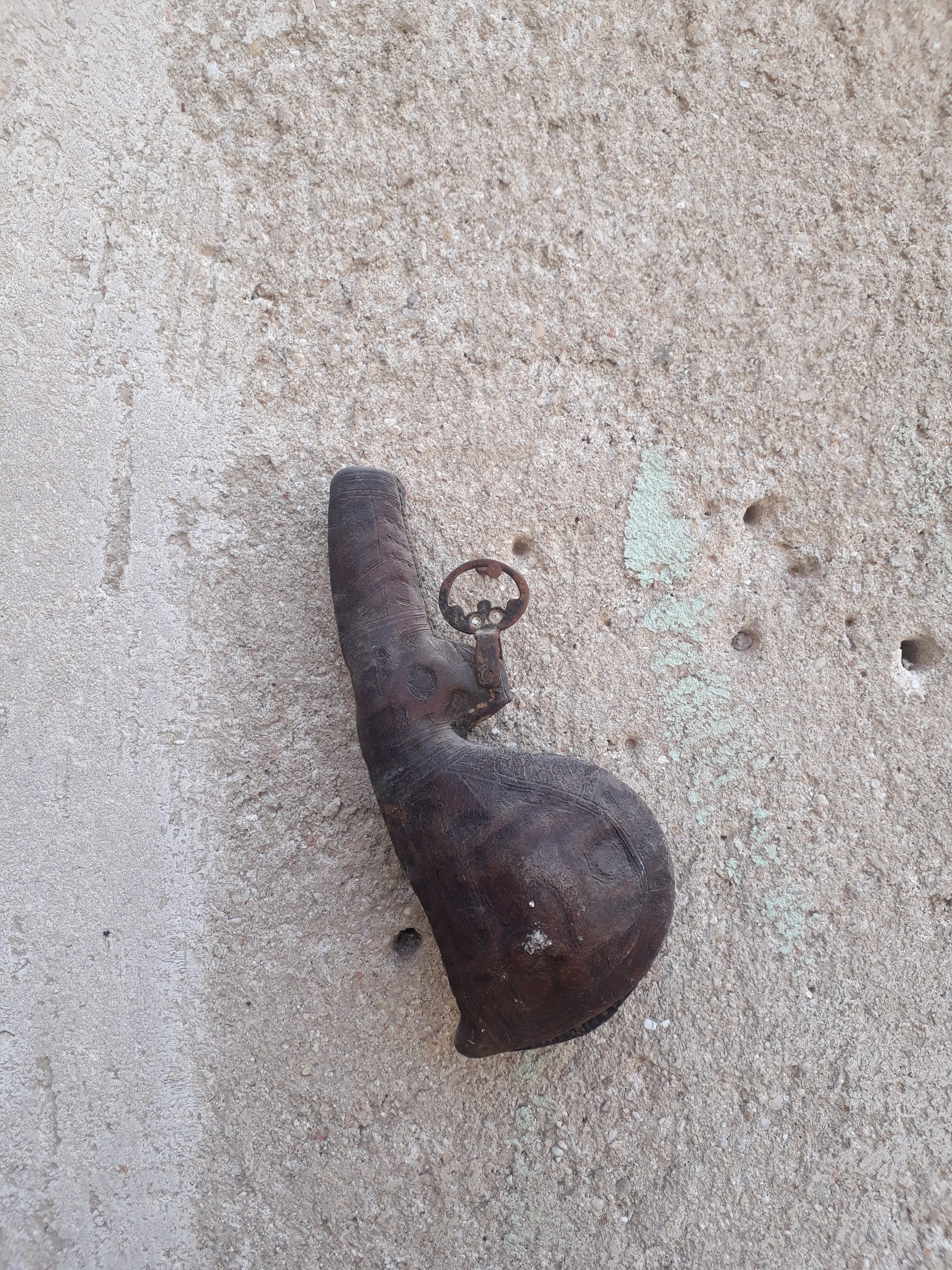
باروت دان قدیمی

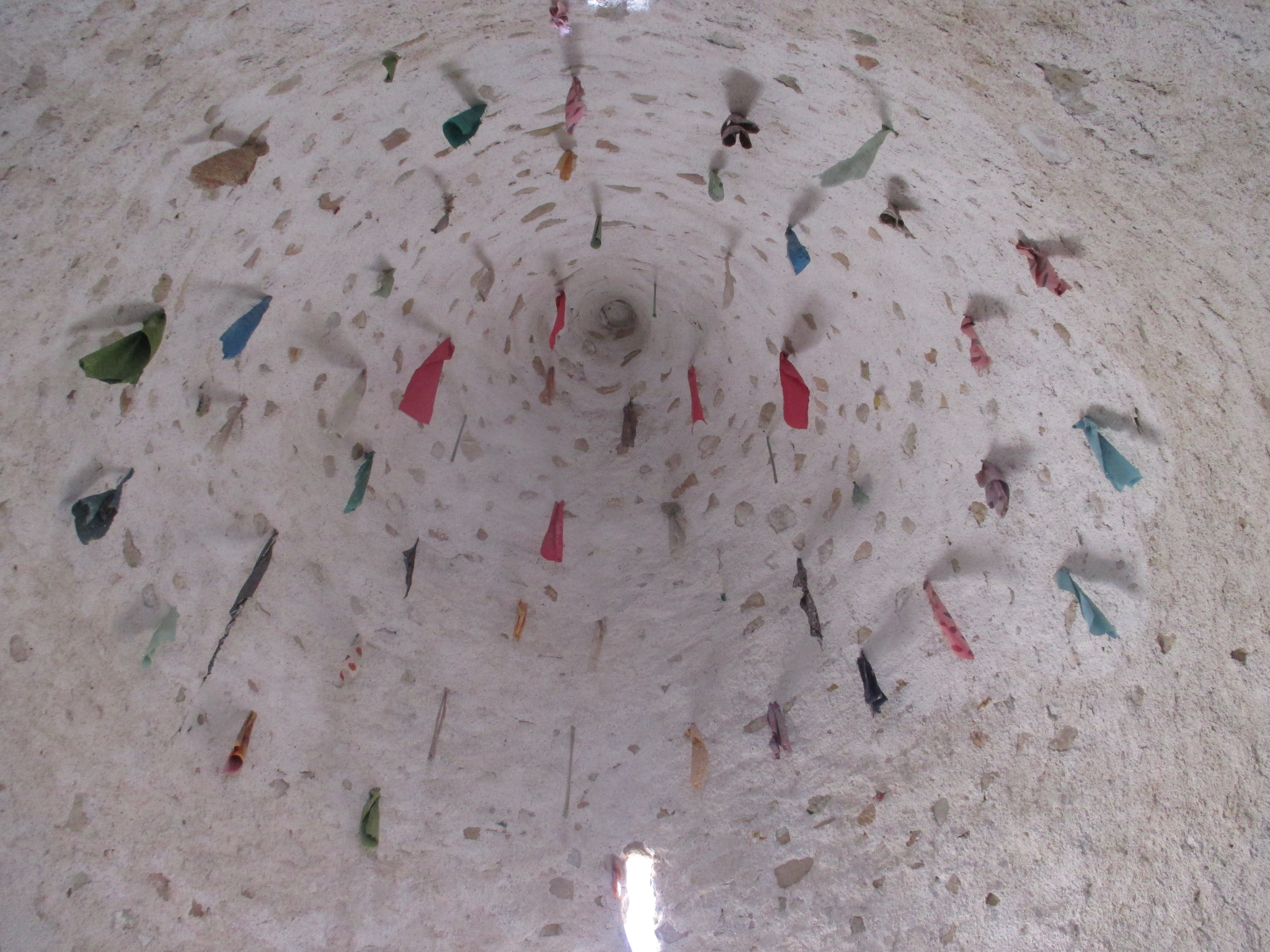
نمای سقف برکه با تزیین پارچه های رنگی